# Makoko (Nigeria)
Pour les articles homonymes, voir Makoko.

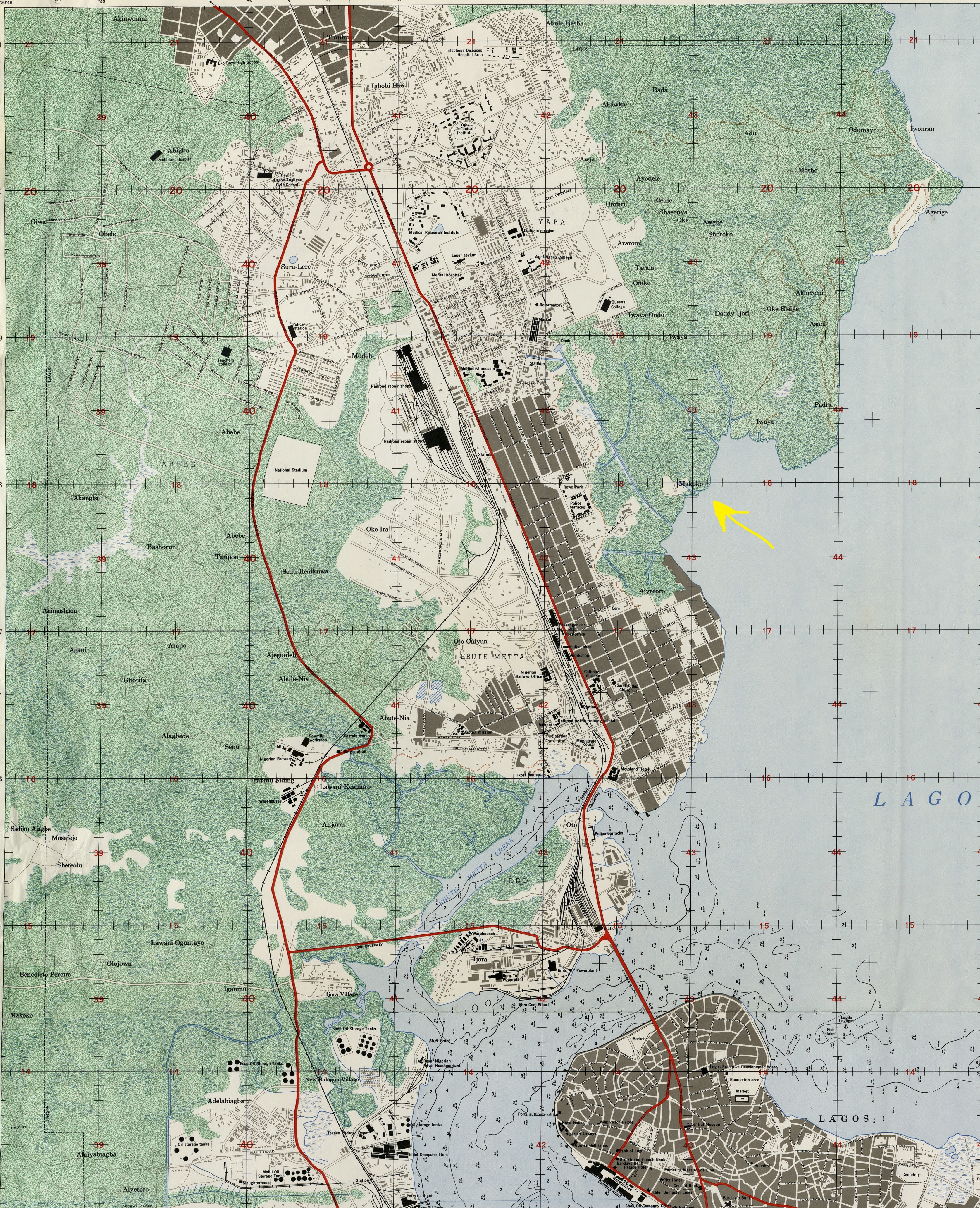
Makoko (signalé par une fleche jaune) sur un plan de Lagos (1962)

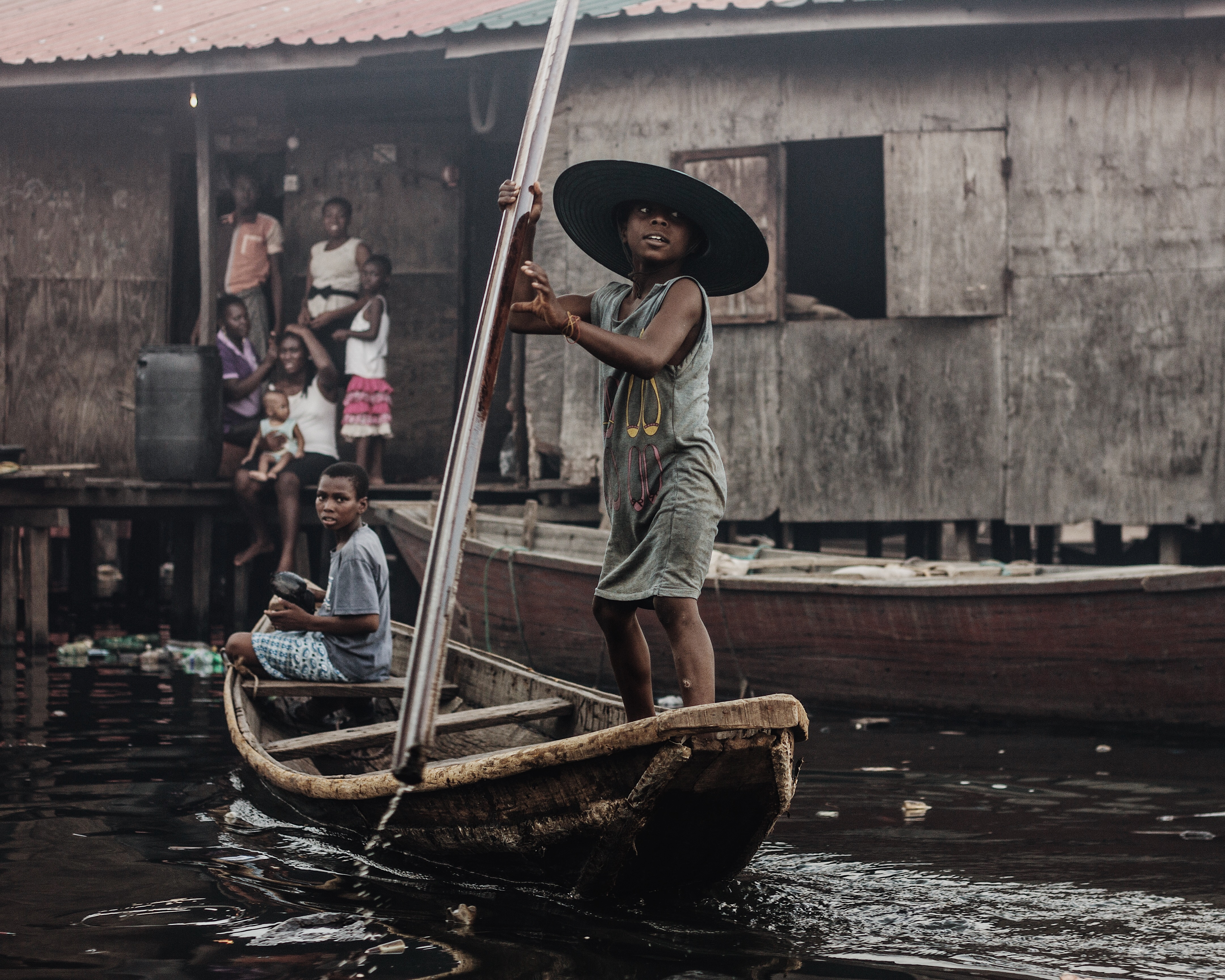
Habitants de Makoko en 2017.

Makoko est un bidonville sur pilotis situé dans la lagune de Lagos au Nigeria. 

## Histoire
Makoko est d'abord un village au Nigeria fondé au XIXe siècle par des pêcheurs Ogu, partis du Dahomey (actuel Bénin). Face à la pression foncière, la population s'est progressivement installée sur l'eau. Sans véritable contrôle ni infrastructures, la pression démographique y était si forte qu'en juin 1990, les autorités décident de raser complètement le bidonville de Makoko, sans aucun plan de relogement pour ses 300 000 habitants.
Le bidonville de Makoko renaît alors du déplacement forcé de ces habitants se retrouvant sans abri, recréant un habitat précaire et insalubre sur la lagune. Les gouvernements successifs démolissent régulièrement cet espace : d'après David Lamoureux, le bidonville « se forme et se déforme au fil des destructions successives durant les années 2000 ». La dernière en date remonte à juillet 2012 : 30 000 personnes se retrouvent sans toit, leur logement ayant été incendié. Les heurts entre habitants et police provoquent un mort, ce qui stoppe la destruction complète. Un plan de développement du bidonville a été proposé par des ONGs, des universitaires et des résidents en 2014.
Précédemment sans cartographie, une action réalisée en 2019 et 2020 à l’aide de drones et de la plateforme libre OpenStreetMap a permis de corriger ce manque.

## Habitants

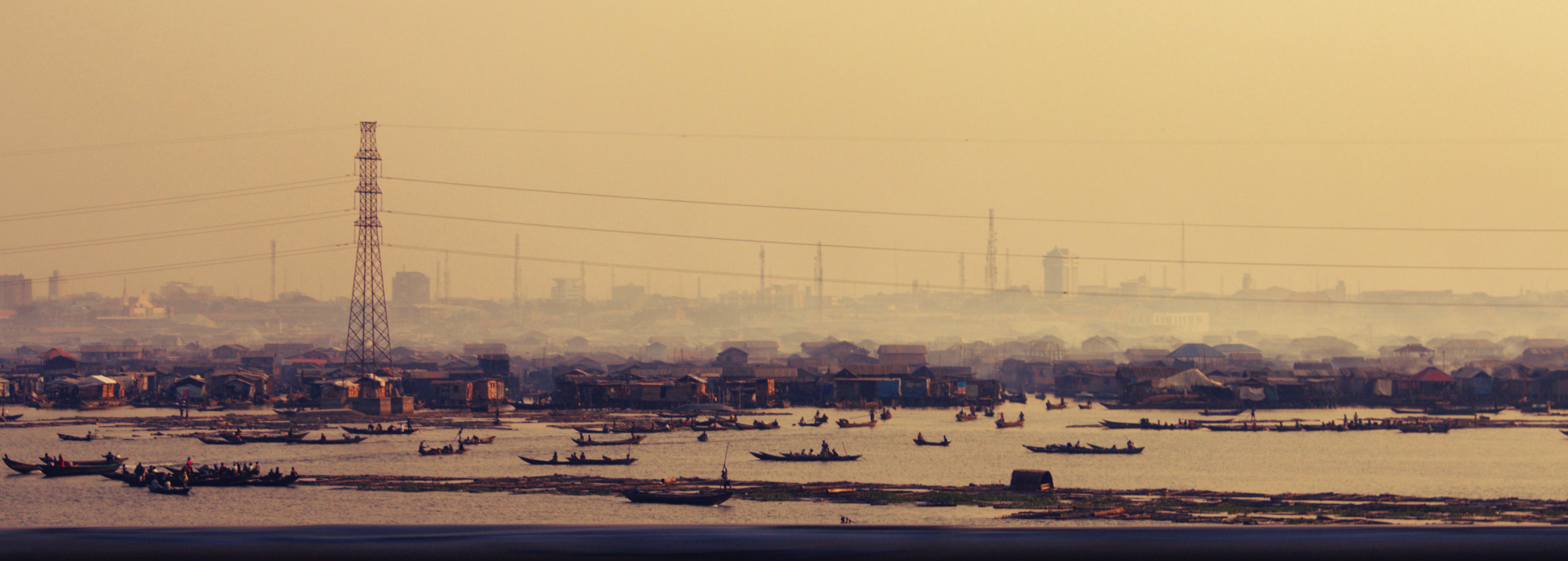
Makoko en 2017.

Le bidonville a reçu le surnom de « Venise de Lagos ». Le bidonville est réparti en six villages ou quartiers : Oko Agbon, Adogbo, Migbewhe et Yanshiwhe sont faits de constructions sur pilotis, tandis que Sogunro et Apollo sont construits sur la terre ferme. Plusieurs communautés habitent les lieux (en plus des Ogu d'origine). La langue de communication est le yoruba, même si le Français, l'anglais ou l'ogu y sont parlés.
Du fait de la difficulté à recenser la population qui occupe des logements informels, il n'existe aucun chiffre fiable sur le nombre d'habitants (il varie de 40 000 à 300 000). La plupart des services publics sont inexistants, il n'y a pas de médecin ni de maternité, les déchets sont nombreux. Du fait de cette situation, le gouvernement nigérian tente de cacher l'image négative créée par le bidonville. La pêche est l'activité principale des habitants.